# Rivignano
Ne doit pas être confondu avec Rivignano Teor.
Rivignano (Rivignan en frioulan) est une commune italienne de la province d'Udine dans la région Frioul-Vénétie Julienne en Italie. En 2014, la commune a fusionné avec celle de Teor pour donner Rivignano Teor, chacune des entités historiques devenant des frazioni.

## Géographie
Rivignano est limitrophe des communes de Bertiolo, Pocenia, Ronchis, Talmassons, Teor et Varmo.
Les frazioni de Rivignano étaient Ariis, Flambruzzo, Sivigliano et Sella.

## Administration
| Période                                  | Période | Identité | Étiquette | Qualité |
| ---------------------------------------- | ------- | -------- | --------- | ------- |
|                                          |         |          |           |         |
| Les données manquantes sont à compléter. |         |          |           |         |

### Jumelage
- Pörtschach am Wörthersee (Autriche)

## Culture

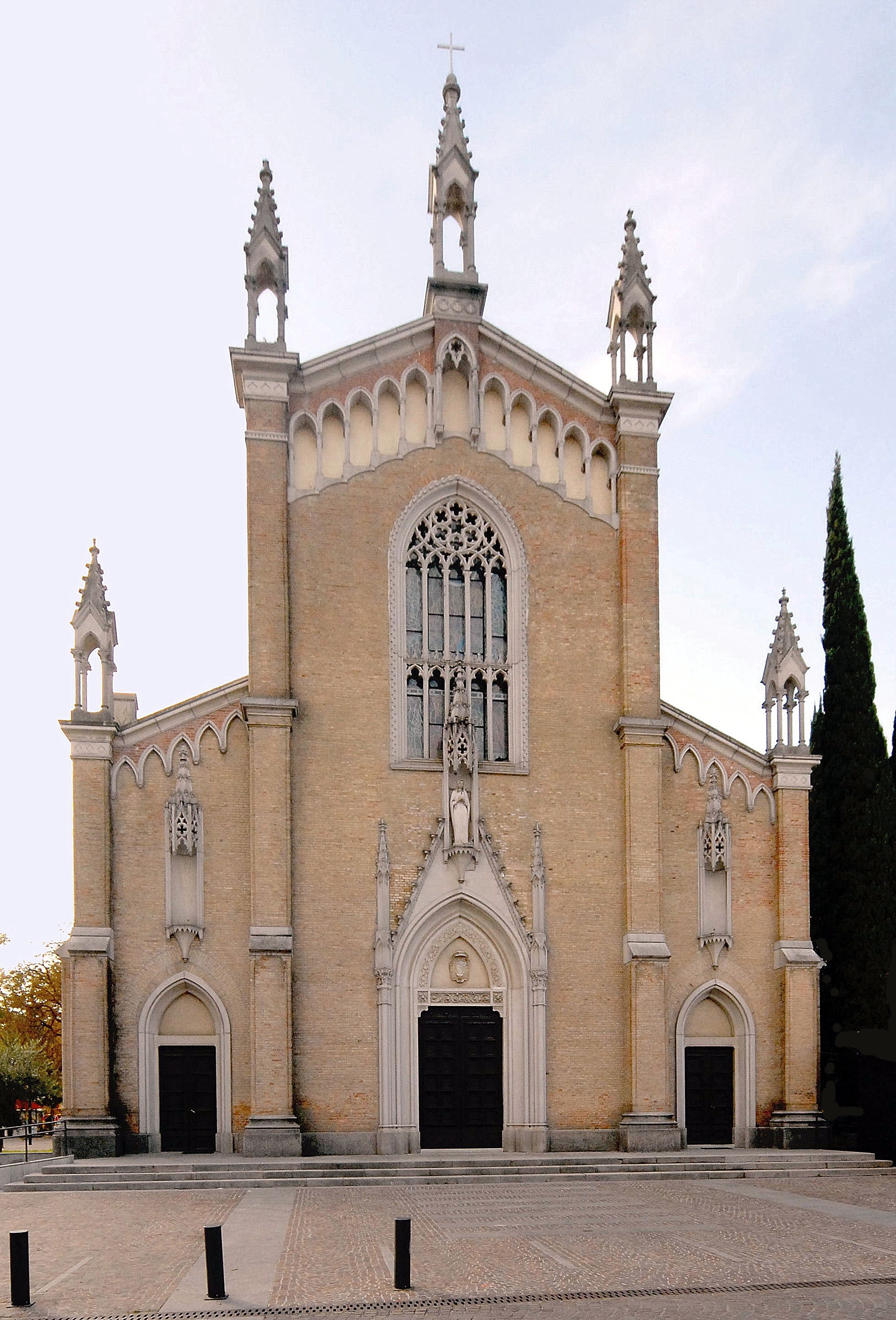
La cathédrale de Rivignano

- La cathédrale de Rivignano